# Shang Yi
Shang Yi (商毅S, Shāng YìP; Tientsin, 20 gennaio 1979) è un ex calciatore cinese, di ruolo centrocampista.